# فاست إكس
فاست إكس (بالإنجليزية: Fast X)‏ هو فيلم أكشن أمريكي من إخراج لويس ليترير وبطولة فين ديزل، ميشيل رودريغز، تيريس جيبسون، لوداكريس، جوردانا بروستر، ناتالي إيمانويل، سونغ كانغ، مايكل روكر، تشارليز ثيرون، جايسون موموا، دانييلا ملشيور وبري لارسون.

## روابط خارجية
فاست إكس على موقع IMDb (الإنجليزية)
- فاست إكس على موقع ميتاكريتيك (الإنجليزية)
- فاست إكس على موقع روتن توميتوز (الإنجليزية)
- فاست إكس على موقع نتفليكس (الإنجليزية)
- فاست إكس على موقع ألو سيني (الفرنسية)
- فاست إكس على موقع أول موفي (الإنجليزية)
- فاست إكس على موقع فيلمافينيتي (الإسبانية)
- فاست إكس على موقع قاعدة بيانات الأفلام السويدية (السويدية)
- فاست إكس على موقع قاعدة بيانات الفيلم (الإنجليزية)
- فاست إكس على موقع ليتربوكسد (الإنجليزية)